# Hybo
Hybo – miejscowość (tätort) w Szwecji, w regionie administracyjnym (län) Gävleborg, w gminie Ljusdal.
Według danych Szwedzkiego Urzędu Statystycznego liczba ludności wyniosła: 206 (31 grudnia 2015), 218 (31 grudnia 2018) i 208 (31 grudnia 2019).